# Skallevika
Die Skallevika (norwegisch für Schädelbucht) ist eine Bucht an der Prinz-Harald-Küste des ostantarktischen Königin-Maud-Lands. Sie liegt unmittelbar westlich der Hügelgruppe Skallen am Südostufer der Lützow-Holm-Bucht.
Norwegische Kartografen, die sie auch in Anlehnung an die Hügelgruppe Skallen benannten, kartierten sie anhand von Luftaufnahmen, die während der Lars-Christensen-Expedition 1936/37 entstanden.